# Symfonie nr. 21 (Brian)
De Britse componist Havergal Brian voltooide zijn Symfonie nr. 21 in Es majeur in november 1962 toen hij 86 jaar oud was. 
In tegenstelling tot meerdere symfonieën door hem geschreven, kent deze symfonie wel de klassieke vierdelige structuur. De vier delen zijn:
1. Adagio – allegro e con anima
2. Adagio cantabile e sostenuto
3. Vivace
4. Allegro con fuoco

Het zorgde niet voor veel uitvoeringen van deze symfonie. In 2016 zijn er slechts vier uitvoeringen bekend, waarvan de eerste alleen voor BBC Radio 3 gold, één was er voor een plaatopname, en twee vonden plaats in Australië. Na 1977 is het werk voor zover bekend niet meer gespeeld. De radio-opname werd verricht door Edward Downes met het BBC Symphony Orchestra op 14 januari 1969, uitzending 10 mei 1970. Die plaatopname werd gedaan voor het platenlabel Unicorn-Kanchana, dat ook nog eens op de fles ging. Het was geen beroepsorkest dat de opname verzorgde. Eric Pinkett gaf leiding aan het Leicester Schools Symphony Orchestra. Het boekwerkje bij de opname werd geschreven door collega-componist Robert Simpson. In 2016 is door de Havergal Brian Society een nieuwe opname gefinancierd, die zal verschijnen via platenlabel Naxos.

## Orkestratie
Ook hier schreef Brian een volledig symfonieorkest voor:
- 3 dwarsfluiten (III ook piccolo), 2 hobo’s, 1 althobo, 2 klarinetten, 1 basklarinet, 3 fagotten (III ook contrafagot)
- 4 hoorns, 4 trompetten, 3 trombones, 1 tuba
- 1 set pauken, percussie, harp
- violen, altviolen, celli, contrabassen.

Symfonie nr. 1 "Gotische"  · 2 · 3 · 4 · 5 · 6 · 7 · 8 · 9 · 10 · 11 · 12 · 13 · 14 · 15 · 16 · 17 · 18 · 19 · 20 · 21 · 22 · 23 · 24 · 25 · 26 · 27 · 28 · 29 · 30 · 31 · 32